# Azteca México
Azteca México fue un canal de televisión por suscripción mexicano de ámbito nacional perteneciente a Televisión Azteca. Fue fundado en un acuerdo entre DirecTV y TV Azteca para la transmisión de programas mexicanos de los 3 canales de TV Azteca en México: Azteca 7, Azteca Trece y ADN 40. Su programación, de corte generalista, consiste principalmente en Entretenimiento, Espectáculos, Noticias, Películas, Programas de concursos y Hits de Telenovelas de Azteca, complementando así, la programación de Azteca America.

## Historia
Azteca Networks y DirecTV en un acuerdo, anunciaron en 2008 la creación de un nuevo canal de televisión por satélite "Azteca México" exclusivo del paquete de canales hispanos "DirecTV Más" en Estados Unidos.
Tal y como había afirmado el director ejecutivo de Azteca Networks, Adrian Steckel, Azteca México será un complemento de la cadena Azteca America y los dos canales en conjunto formarán parte de Azteca Networks. Se trata de un canal que irá dirigido específicamente a Estados Unidos. Muchos de sus programas se ven de manera simultánea en México a través de TV Azteca.
Azteca eliminó el canal el 4 de octubre de 2016 después de que Estrella TV fuese agregada a la grilla de programación de DirecTV dentro del canal 442 en su lugar. Jugó un papel importante en el fin de Azteca México el futuro cierre de la cadena competidora MundoMax y la compra de sus estaciones afiliadas por parte de Azteca América.